# Becca Stevens
 (février 2021).
La mise en forme du texte ne suit pas les recommandations de Wikipédia : il faut le « wikifier ».
Les points d'amélioration suivants sont les cas les plus fréquents. Le détail des points à revoir est peut-être précisé sur la page de discussion.
- Les titres sont pré-formatés par le logiciel. Ils ne sont ni en capitales, ni en gras.
- Le texte ne doit pas être écrit en capitales (les noms de famille non plus), ni en gras, ni en italique, ni en « petit »…
- Le gras n'est utilisé que pour surligner le titre de l'article dans l'introduction, une seule fois.
- L'italique est rarement utilisé : mots en langue étrangère, titres d'œuvres, noms de bateaux, etc.
- Les citations ne sont pas en italique mais en corps de texte normal. Elles sont entourées par des guillemets français : « et ».
- Les listes à puces sont à éviter, des paragraphes rédigés étant largement préférés. Les tableaux sont à réserver à la présentation de données structurées (résultats, etc.).
- Les appels de note de bas de page (petits chiffres en exposant, introduits par l'outil «  Source ») sont à placer entre la fin de phrase et le point final[comme ça].
- Les liens internes (vers d'autres articles de Wikipédia) sont à choisir avec parcimonie. Créez des liens vers des articles approfondissant le sujet. Les termes génériques sans rapport avec le sujet sont à éviter, ainsi que les répétitions de liens vers un même terme.
- Les liens externes sont à placer uniquement dans une section « Liens externes », à la fin de l'article. Ces liens sont à choisir avec parcimonie suivant les règles définies. Si un lien sert de source à l'article, son insertion dans le texte est à faire par les notes de bas de page.
- La présentation des références doit suivre les conventions bibliographiques. Il est recommandé d'utiliser les modèles {{Ouvrage}}, {{Chapitre}}, {{Article}}, {{Lien web}} et/ou {{Bibliographie}}. Le mode d'édition visuel peut mettre en forme automatiquement les références.
- Insérer une infobox (cadre d'informations à droite) n'est pas obligatoire pour parachever la mise en page.

Pour une aide détaillée, merci de consulter Aide:Wikification.
Si vous pensez que ces points ont été résolus, vous pouvez retirer ce bandeau et améliorer la mise en forme d'un autre article.
Becca Stevens (née le 14 juin 1984) est une chanteuse, compositrice et guitariste américaine, dont la musique puise dans le jazz, la chamber pop, le rock indépendant et la musique folk.

## Jeunesse et formation
Becca Stevens, née à Winston-Salem, est la plus jeune des trois enfants de William Stevens, compositeur de musique chorale religieuse, et de Carolyn Dorff, chanteuse d'opéra et de comédie musicale. Pendant son enfance, elle joue sur différentes scènes régionales au sein du groupe Tune Mammals constitué de ses parents, son frère et sa sœur. À l'âge de dix ans, elle et sa mère participent à une tournée de la comédie musicale The Secret Garden longue d'un an,. Après la séparation de ses parents, elle passe l'équivalent des classes de 3e et de seconde (9th grade et 10th grade) à la Peddie School dans le New Jersey,. Elle termine ses années lycée à la North Carolina School of the Arts, où elle étudie la guitare classique. À cette époque, elle est également chanteuse du groupe de jazz fusion Gomachi formé par son frère, au sein duquel elle passera ensuite une année sabbatique, avant d'intégrer l'université School of Jazz de New York City où elle recevra un diplôme de jazz vocal et de composition,,.

## Carrière
Becca Stevens a sorti 5 albums solo : Tea Bye Sea (2008), Weightless (2011), Perfect Animal (2015), Regina (2017), and Wonderbloom (2020),. Elle travailla notamment aux côtés de Jacob Collier, Laura Mvula, Billy Childs, David Crosby, Taylor Eigsti, Timo Andres, Brad Mehldau, Travis Sullivan's Bjorkestra, Snarky Puppy, et fut membre du groupe Tillery avec Gretchen Parlato and Rebecca Martin,,.
Elle composa la chanson "By the Light of Common Day" avec David Crosby pour l'album Lighthouse (2016) de ce dernier, produit par Michael League. Crosby, League, Stevens et Michelle Willis formèrent le groupe Lighthouse Band après l'enregistrement de cette chanson (avec Bill Laurance au piano), et jouèrent par la suite sur l'album Here If You Listen (2018) de Crosby.
Le chanteur de jazz Kurt Elling l'a classée parmi ses 5 chanteuses et chanteurs de jazz préférés, et le critique musical Ted Gioia a classé ses albums Weightless and Perfect Animal parmi les 100 meilleurs albums des années 2011 et 2015, respectivement,.
Son album Regina (2017), produit par Michael League et Troy Miller, reçut une critique 5 étoiles par le magazine Down Beat, qui le nomma "album le plus spectaculaire", tandis que BBC Radio 2 félicita la qualité lyrique de l'album.

## Vie personnelle
Becca Stevens épousa Nathan Schram, altiste du Attacca Quartet, le 2 septembre 2017, avec qui elle vit dans le quartier de Brooklyn, à New York City.

## Discographie

### Solo
- Tea Bye Sea (2008)
- Weightless (Sunnyside, 2011)
- Perfect Animal (Core Port/Universal, 2014)
- Regina (GroundUP, 2017)
- Wonderbloom (GroundUP, 2020)

### Au sein du groupe Tillery
- Tillery (Core Port, 2016)

### Au sein du groupe Lighthouse Band deDavid Crosby
- Here If You Listen (BMG Music, 2018)

### Comme apparition
- Jeremy Pelt, Shock Value: Live at Smoke (Maxjazz, 2007)
- Travis Sullivan's Bjorkestra, Enjoy! (Koch, 2008)
- Sam Sadigursky, Words Project II (New Amsterdam, 2008)
- Taylor Eigsti, Daylight at Midnight (Concord Jazz, 2010)
- Esperanza Spalding, Radio Music Society (Heads Up, 2012)
- Dayna Stephens, I'll Take My Chances (Criss Cross, 2013)
- Ambrose Akinmusire, The Imagined Savior is Far Easier to Paint (Blue Note, 2014)
- José James, While You Were Sleeping (Blue Note, 2014)
- Billy Childs, Map to the Treasure: Reimagining Laura Nyro (Sony Masterworks, 2014)
- New West Guitar Group, Send One Your Love (Summit, 2015)
- Snarky Puppy, Family Dinner – Volume 2 (GroundUP, 2016)
- David Crosby, Lighthouse (Groove Masters, 2016)
- David Crosby, Sky Trails (BMG, 2017)
- Brad Mehldau, Finding Gabriel (Nonesuch, 2019)
- Jacob Collier, Djesse Vol. 2, (Hajanga Records, 2019)
- Laura Perrudin, Perspectives & Avatars, (Laurent Carrier Diffusion, 2020)
- Antonio Sánchez , Shift - Bad Hombre, vol. II (Arts Music, 2022)